# Александр Ґранах
Александр Ґранах (нім. Alexander Granach, власне: Ісая Шайко Ґранах, пол. Jessaja Szajko Gronach, до 1912 Герман Ґронах; 18 квітня 1890, Вербівці, Городенківський район, Івано-Франківська область — 14 березня 1945, Нью-Йорк) — німецько-американський актор і письменник єврейського походження.

## Біографія
Народився як 9-а дитина в єврейській селянській родині.
Після навчання на пекаря познайомився з російсько-єврейськими студентами, симпатиками революційного руху.
У Львові разом з братом уперше відвідав єврейський театр, після чого вирішив стати актором.
1906 року через Відень приїхав до Берліна, де спершу заробляв на життя, працюючи пекарем. Водночас спробував свої сили в аматорському театрі. Спершу мав великі мовні труднощі, бо зі свого села виніс лише знання їдиш та української.
1909 року вступив до акторської школи Макса Райнгарда. Першу роль (Гамлета) одержав як запасний актор через хворобу колеги. Успіх у ролі Гамлета привернув увагу до Ґранаха. Невдовзі він став відомим актором у Берліні.
Його кар'єра була перервана з початком Першої світової війни, бо його призвали до австрійського війська. Воював на Альпійському фронті, був у італійському полоні.
По війні виступав у театрах Мюнхена (театр Герміни Кернер) та Берліна (Прусський державний театр, Берлінський театр).
1920 року дебютував як актор німого кіно у фільмі «Кохання прийшло від циган…» (Die Liebe vom Zigeuner stammt…). Особливий успіх приносять йому ролі у фільмах «Носферату. Симфонія жаху» (Nosferatu, eine Symphonie des Grauens) та «Лукреція Борджіа» (Lucrezia Borgia). Грав також у деяких звукових фільмах «1914 — останні дні перед пожежею» (1914 — Die letzten Tage vor dem Weltbrand), «Дантон» (Danton) та «Товариство» (Kameradschaft").
1934 року після приходу до влади у Німеччині націонал-соціалістів переїхав до Радянського Союзу, де зіграв дві провідні ролі в кіно — циганського вожака Данила в «Останньому таборі» та лідера Болгарської комуністичної партії Георгія Дімітрова («Борці»).
1936 року — заарештований у Києві за звинуваченням у шпигунстві. Від ГУЛАГу врятований завдяки втручанню Ліона Фейхтванґера, який особисто звернувся з проханням про його звільнення до Сталіна.
Після короткого перебування в Швейцарії навесні 1938 року емігрував до США. Тут, вивчивши англійську мову, почав працювати в Голлівуді. Завдяки ролі аґента КГБ Копальського у відомому фільмі «Ніночка» (1939) став кінозіркою світового масштабу.
Загалом знявся у 53 кінострічках.
Помер після операції з видалення апендикса.

## Україна в автобіографії Ґранаха
2013 року в Україні видали автобіографічний роман Александера Ґранаха «Ось іде людина» в українському перекладі відомої поетеси й перекладачки Галини Петросаняк (Івано-Франківськ).
Автобіографія Ґранаха цікава не лише з погляду літератури, але й як свідчення про життя в Галичині в кінці XIX — на початку XX століття. Ґранах пише про єврейське життя на селі (шинкарство, єврейські ремісники, єврейські школи), про загалом толерантні стосунки між євреями і українцями (дружба з українськими дітьми). Ґранах детально описує сільський побут у Вербівцях, а також життя в Городенці, Коломиї, Чорткові, Заліщиках та Львові.

## Фільмографія
- 1922: Носферату. Симфонія жаху / Nosferatu, eine Symphonie des Grauens; Режисер: Friedrich Wilhelm Murnau
- 1922: Lucrezia Borgia; Режисер: Richard Oswald
- 1923: Erdgeist; Режисер: Leopold Jessner
- 1923: Paganini; Режисер: Heinz Goldberg
- 1923: Der Mensch am Wege; Режисер: William Dieterle
- 1923: Schatten (1923)|Schatten; Режисер: Arthur Robison
- 1923: I.N.R.I.; Режисер: Robert Wiene
- 1924: Ein Sommernachtstraum; Режисер: Hans Neumann
- 1926: Qualen der Nacht; Режисер: Curtis Bernhardt
- 1928: Das letzte Fort; Режисер: Curtis Bernhardt
- 1928: The Adjutant of the Czar (German: Der Adjutant des Zaren); Режисер: Vladimir Strizhevsky
- 1929: Großstadtschmetterling; Режисер: Richard Eichberg
- 1930: Die letzte Kompagnie; Режисер: Curtis Bernhardt
- 1931: Danton; Режисер: Hans Behrendt
- 1931: Der Raub der Mona Lisa; Режисер: Géza von Bolváry
- 1931: Kameradschaft; Режисер: Georg Wilhelm Pabst
- 1935: Останній табір (СРСР)
- 1936: Борці (СРСР); режисер: Gustav von Wangenheim
- 1939: Ніночка (Ninotschka); режисер: Ernst Lubitsch
- 1941: So ends our Night; Режисер: John Cromwell
- 1941: A Man betrayed; Режисер: John H. Auer
- 1942: Жанна Паризька/ Joan of Paris; Режисер: Robert Stevenson
- 1943: Auch Henker sterben (Hangmen Also Die!); Режисер: Fritz Lang
- 1943: Wem die Stunde schlägt; Режисер: Sam Wood
- 1944: Das siebte Kreuz (1944); Режисер: Fred Zinnemann

## Твори
- Alexander Granach: Da geht ein Mensch. Roman eines Lebens Ölbaum, Augsburg 2003, (нове видання) ISBN 3-927217-38-7. Ця автобіографія була опублікована в 1945 році в екзильному видавництві Neuer Verlag в Стокгольмі й відтоді часто перевидавалася.
  - Українською мовою опублікована у 2012 у Києві в перекладі Галини Петросаняк[5]
- Alexander Granach, Du mein liebes Stück Heimat. Briefe an Lotte Lieven aus dem Exil. Hrsg. von Angelika Wittlich und Hilde Recher. Mit einem Vorwort von Mario Adorf und einem Nachwort von Reinhard Müller. Augsburg: Ölbaum, 2008.